# Fallout 2
Fallout 2: A Post Nuclear Role Playing Game, meglio conosciuto come Fallout 2, è un videogioco di ruolo a mondo aperto sviluppato da Black Isle Studios e pubblicato da Interplay Entertainment nel 1998 per PC.
Seguito di Fallout, Fallout 2 è ambientato ottanta anni dopo nelle lande desolate degli Stati Uniti d'America postapocalittici.

## Trama
Nel corso del 2241 il villaggio tribale di Arroyo affrontò la peggiore siccità della sua storia. Vedendo le scorte del villaggio esaurirsi rapidamente, l'anziana del villaggio chiese aiuto al "prescelto" ("The Chosen One"), il diretto discendente del Vault Dweller (il protagonista del primo Fallout, nonché fondatore del villaggio), per cercare e recuperare un dispositivo chiamato Garden of Eden Creation Kit (G.E.C.K.). Il G.E.C.K. era un congegno prebellico studiato appositamente per permettere agli occupanti di un Vault di ricostruire e sanare le desolate terre che avrebbero affrontato in caso di un eventuale conflitto nucleare.
Il prescelto lasciò il villaggio partendo alla volta di Klamath per cercare notizie su un mercante che aveva venduto una borraccia del Vault 13 al suo insediamento. Il prescelto scoprì che il suo nome è Vic e che i suoi ultimi avvistamenti risalivano a una cittadina conosciuta come Den; giunto nel villaggio il prescelto avrebbe dovuto liberare il venditore ambulante dagli schiavisti. Successivamente le notizie sul G.E.C.K. condussero il prescelto a Vault City, una città costruita intorno a un Vault, il cui splendore era dovuto all'uso dello strumento. Indagando nella città il prescelto scoprì l'ubicazione del G.E.C.K.: il vecchio e abbandonato Vault 13; dopo un lungo viaggio arrivò alla struttura, che scoprì essere occupata da una colonia di deathclaw insolitamente pacifici e che gli permisero di recuperare l'oggetto.
Al suo ritorno il prescelto trovò il paese deserto e in rovina e ad accoglierlo solo lo sciamano Hakunin, ormai in fin di vita. La tribù di Arroyo era stata catturata e portata via da misteriosi e tecnologici nemici piombati sull'insediamento grazie a macchine volanti provenienti dalla città di Navarro: questi uomini erano truppe dell'Enclave, i superstiti di quello che fu il governo degli Stati Uniti d'America. Seguendo le loro tracce il prescelto giunse a San Francisco, dove scoprì che l'organizzazione era solita terrorizzare gli abitanti della California con improvvisi e violenti attacchi, a partire dal loro quartier generale: una stazione petrolifera al largo della costa occidentale degli Stati Uniti.
A San Francisco il prescelto riuscì a salire a bordo di un'antica petroliera dotata di pilota automatico che gli permise di raggiungere la base centrale del misterioso esercito e scoprire la verità: gli abitanti umani e geneticamente puri del Vault 13 e gli abitanti contaminati di Arroyo erano stati rapiti per essere usati come cavie per la sperimentazione di una super tossina derivata dal FEV (Forced Evolutionary Virus), destinata ad aggredire e uccidere tutte le creature viventi con DNA mutato, dopo esser stato rilasciato nell'oceano Pacifico dai condotti di scarico della Poseidon Oil. Solo dopo il genocidio (che sarebbe durato anni a causa della lenta propagazione) l'Enclave sarebbe subentrata restaurando l'antica e potente America pura.
Con la distruzione dell'Enclave gli abitanti del Vault 13 e di Arroyo furono finalmente liberi di creare una nuova comunità destinata a prosperare grazie al G.E.C.K.

## Modalità di gioco

Schermata di gioco (Windows): il protagonista si trova a New Reno, costruita sulle rovine di Reno

Fallout 2 riprende la visuale isometrica del predecessore e il sistema di creazione dei personaggi S.P.E.C.I.A.L. (basato su sette caratteristiche primarie come forza, percezione, resistenza, carisma, intelligenza, agilità e fortuna che influenzano le altre diciotto abilità del gioco). Ancora una volta è possibile radunare i seguaci, che aiutano il giocatore nel corso del gioco; nel secondo capitolo questi personaggi sono più personalizzabili per quanto riguarda l'equipaggiamento e il combattimento, ma soprattutto sono molto utili per alcune loro abilità particolari, che entrano in azione se il giocatore ha un valore di esse inferiore al compagno. Il numero di compagni è basato sul valore di carisma del giocatore e dal suo karma.
Rispetto al predecessore il gioco offre una più ampia gamma di oggetti, armi e armature a disposizione del giocatore, così come di nemici da affrontare. Nel gioco è possibile utilizzare una vasta gamma di armi, realistiche o meno, che vanno dalle pistole ai mitragliatori pesanti. In precedenza le abilità come il corpo a corpo, la medicina e le trappole erano state meno utilizzate, ma ora tutte vengono sfruttate al massimo aprendo numerose strade per la risoluzioni di missioni; analogo discorso per le abilità, il cui numero è stato aumentato e la loro utilità incrementata, garantendo un ulteriore fattore di personalizzazione.
Un altro campo migliorato è il sistema del karma, affiancato dalla reputazione che cresce parallelamente ad esso e influisce sull'atteggiamento che i PNG (personaggi non giocanti) hanno nei confronti del giocatore in un qualsiasi insediamento; inoltre le missioni sono influenzate dal tipo di karma posseduto (buono o malvagio) e diventano più articolate e impegnative, portando il giocatore a svolgere spesso le missioni fuori dai confini cittadini.

## Ambientazione
Ottant'anni dopo l'esilio dell'abitante del Vault un nuovo governo, noto come Repubblica della Nuova California, ha unificato le città del sud della regione e ha cominciato la sua espansione pacifica nel nord. Una potente droga, il Jet, si è diffusa come un cancro in molti piccoli borghi, mentre la schiavitù continua a essere una pratica comune anche nelle città più ricche e fiorenti e i ghoul e mutanti continuano a essere discriminati ovunque. È su stridenti contrasti come questi che si basa la California del 2241.

### Luoghi del gioco
- Arroyo: alla fine del primo Fallout l'abitante del Vault fu esiliato dal sovrintendente della struttura a causa della sua prolungata esposizione al mondo esterno, ma soprattutto perché temeva che i giovani avrebbero seguito il suo esempio, abbandonando il Vault. Non potendo tornare alla sua vecchia vita l'eroe, insieme a un gruppo di fuoriusciti dal Vault 13 desiderosi di vedere il mondo, si diresse a nord, attraversando il Grand Canyon. In una regione del sud-ovest dell'Oregon venne fondato il villaggio, che con il passare degli anni divenne una tribù molto simile a quelle dei nativi americani (con tanto di sciamano). Dopo una generazione vi fu una grande carestia e l'anziana (figlia dell'abitante) incaricò il prescelto di partire alla ricerca del G.E.C.K.
- Klamath: è un insediamento edificato sulle rovine della città di Klamath Falls nell'Oregon meridionale. Si tratta di una piccola comunità di cacciatori che predano delle lucertole mutanti giganti chiamati Gecko, presenti in modo massiccio nella zona. Molto apprezzati per la loro pelle, queste lucertole mutanti sono la linfa vitale di questa piccola comunità. Klamath è anche il punto di sosta per eccellenza per le carovane dirette verso i piccoli villaggi tribali del nord (come Arroyo).
- Den: è un villaggio pericoloso, senza autorità o controllo, rifugio sicuro per schiavisti, criminali e spacciatori di droga. Viene considerato da molti come una mini New Reno, a causa della sua economia fortemente dipendente dal gioco d'azzardo, dalla prostituzione, dal commercio di droga e dalla tratta degli schiavi con Vault City e New Reno.
- Gecko: è una città a nord-est di Vault City, fondata nel 2236 e popolata unicamente da ghoul. La sua economia si basa sul funzionamento di una vecchia centrale nucleare Poseidon; Harold è di fatto il sindaco di Gecko, ed è assistito da Lenny, il medico della cittadina. Nel corso del gioco è possibile decidere se far saltare in aria l'impianto di energia e sterminare il villaggio o trovare un compromesso per evitare l'inquinamento delle falde acquifere di Vault City.
- Vault City:  è una città ad alta tecnologia situata nel Nevada occidentale e fondata dagli abitanti del Vault 8 dopo la grande guerra nucleare. Il bunker aprì le sue porte nel 2091 dopo aver ricevuto un segnale radio di "via libera" la cui origine rimane sconosciuta, anche se alcuni indizi portano all'Enclave. La città è costruita intorno al Vault e utilizza il generatore a fusione della struttura sotterranea come fonte di energia; le conoscenze contenute nel G.E.C.K. permisero ai sopravvissuti di organizzare le prime strutture e le prime coltivazioni. Vault City è governata da un Consiglio, guidato dal Primo Cittadino, istituito nel 2101, dopo la morte del supervisore del Vault. Il consiglio governa in modo autoritario, controllando ogni aspetto della vita dei propri cittadini all'interno dell'insediamento (nel periodo in cui si svolge il gioco vige un severo proibizionismo su alcol, droga, prostituzione e gioco d'azzardo).
- Redding: è una cittadina mineraria, che si trova a sud di Vault City, la cui fortuna consiste nei giacimenti d'oro che alimentano un fiorente commercio con New Reno e la Repubblica Nuova della California; i minatori sono tra i maggiori consumatori di droga proveniente da New Reno. L'insediamento è spartito tra due grandi società minerarie che spesso hanno controversie di ogni tipo: per evitare un sanguinoso scontro interno è stata istituita la figura dello sceriffo, il cui compito è di trovare compromessi tra le due aziende.
- Broken Hills: è una città situata nella California del nord, abitata da esseri umani, supermutanti e ghoul, che vivono insieme in pace (o così sembra). La sua economia si basa sull'estrazione dell'uranio dalle vicine miniere da parte dei supermutanti (resistenti alle radiazioni) e dalla sua successiva raffinazione da parte della comunità ghoul; il prodotto finito viene commerciato dagli umani nella Repubblica della California e a Vault City, in cambio di rifornimenti medici, alimentari e manufatti di ogni tipo. Con l'aumentare della popolazione sono aumentati anche le tensioni tra le fazioni umane e mutanti. Il prescelto può decidere quale gruppo appoggiare e aiutare.
- New Reno: una fiorente cittadina costruita sulle rovine di Reno. New Reno è conosciuta per i suoi casinò, i suoi bordelli e l'intenso traffico di droga. La città è stata risparmiata dal fuoco atomico della grande guerra, ma con la distruzione di tutto il resto degli Stati Uniti la legge e l'ordine si dissolsero in poche ore e delle famiglie mafiose conquistarono con la violenza il potere.  Tuttavia, a parte i loro saltuari conflitti interni, le famiglie in generale si impegnano per mantenere l'ordine e rendere la città sicura per i viaggiatori provenienti dalle lande. I Mordino, i Bishop, i Wright e i Salvatore, sono disposti a tutto pur di ottenere il controllo della città.
- Shady Sands: è la capitale della Repubblica della Nuova California e la popolazione è aumentata nettamente rispetto al piccolo villaggio che era nel primo episodio. La città ospita negozi di tutti i tipi, fattorie, allevamenti di brahmin e tutti gli edifici istituzionali di cui il nuovo Stato ha bisogno per gestire il suo territorio.
- Vault 13: l'antica dimora del protagonista del primo Fallout e meta finale del prescelto durante la sua ricerca del G.E.C.K. Ai tempi di Fallout 2 il Vault 13 è sconosciuto alla maggior parte degli abitanti della West Coast; solo il presidente della Repubblica della Nuova California Tandi (la stessa del primo Fallout) è informata dell'esistenza della struttura sotterranea, anche se non è a conoscenza della sua ubicazione. Venne abitato (dopo la rivolta degli abitanti nei confronti del supervisore) da un gruppo di Deathclaw dotati d'intelligenza e ad alcuni antichi abitanti rimasti nel Vault dopo la partenza dell'abitante del Vault e del suo gruppo di seguaci. Dopo l'arrivo del prescelto il Vault 13 venne invaso da un gruppo di soldati dell'Enclave guidati dall'agente Horrigan che uccisero tutti i Deathclaw all'interno della struttura e prelevarono gli abitanti del Vault (considerati "puri") per condurre ulteriori esperimenti con il virus FEV con lo scopo di portare a termine il Grande Progetto.
- Vault 15: occupato da un clan di predoni chiamato i "Nuovi Khan", che hanno giurato vendetta contro la Repubblica della Nuova California e l'abitante del Vault, reo di aver distrutto i Khan originali ottant'anni prima. Guidati da Darion, sono dediti al saccheggio delle carovane tra Vault city e Shady Sands.
- Camp Navarro: situato a nord di San Francisco, prima della guerra Navarro era una raffineria di petrolio per la società Poseidon, che possedeva anche un impianto di estrazione del greggio al largo della costa occidentale (dove in futuro l'Enclave avrebbe posizionato il proprio quartier generale). Decenni dopo la grande guerra la base è stata rivendicata dall'Enclave e convertita nel loro primario avamposto sulla terraferma, che costituisce una fondamentale stazione di rifornimento per i loro Vertibird con cui compiono le loro esplorazioni.
- San Francisco: dopo la grande guerra la sua popolazione è costituita in gran parte dagli Shi, che sono i discendenti dell'equipaggio di un sommergibile cinese che si incagliò nel porto della città e dai membri di una setta religiosa conosciuti come Hubologisti. A differenza degli americani sopravvissuti all'apocalisse, gli Shi sono riusciti a mantenere molti dei loro costumi e tradizioni. Dal 2242 due clan si affrontano in battaglia per il controllo di San Francisco, del suo vasto commercio di armi e manufatti tecnologici. Vi è inoltre un piccolo avamposto della Confraternita d'Acciaio.
- Poseidon Oil Rig: durante la grande guerra ha permesso all'Enclave di sopravvivere all'olocausto e nei decenni successivi ha svolto la funzione di quartier generale dell'organizzazione.

### Organizzazioni
- Gilda degli Schiavisti: il loro quartier generale è il Den. Nella California del 2241 la gilda controlla gli affari più lucrativi dell'America post-nucleare: la schiavitù. L'organizzazione è guidata da un Consiglio di anziani che fissa i prezzi della "merce" e organizza le incursioni schiaviste. Chiunque osi instaurare un proprio traffico di schiavi, senza la benedizione della gilda, deve prepararsi alla morte, in quanto l'organizzazione non intende perdere il suo primato; tutti gli schiavisti ad essa affiliati hanno un grande tatuaggio sul volto che li rende riconoscibili alle proprie vittime, nonché tra di loro.
- Famiglia Mordino: è la più potente e violenta tra le famiglie di New Reno. Gestisce il traffico di droga e le estorsioni; desidera fortemente che la città rimanga indipendente, ma soprattutto che rimanga saldamente sotto il suo controllo.
- Famiglia Bishop: è una delle quattro famiglie che governano New Reno ed è la seconda più potente in assoluto. Prostituzione e gioco d'azzardo sono i settori in cui opera e trama nell'ombra perché si formi un'alleanza tra la città e la Repubblica della Nuova California.
- Famiglia Salvatore: terza famiglia più potente di New Reno, è in stretti rapporti con l'Enclave, con cui ha avviato un proficuo e redditizio commercio di schiavi e armi. Auspica una guerra tra le famiglie in modo da alterare il vecchio status quo che ha reso i Mordino i signori della città.
- Famiglia Wright: la più debole delle famiglie di New Reno, ma senz'altro la più idealistica. Sogna una città ripulita da criminali, bordelli e drogati, con scuole e polizia a garantire la pace e l'armonia. La morte del primogenito del capofamiglia ha fatto scendere l'organizzazione sul piede di guerra, pronta a vendicarsi dell'affronto subito.
- Confraternita d'Acciaio: dopo la sconfitta del Maestro (avvenuta nel primo episodio) la Confraternita cominciò un lento declino che le fece perdere molto potere e prestigio nella California; nel 2241 la sua presenza nel nord del Paese era ridotta a soli tre piccoli avamposti dotati di pochi uomini e mezzi. La decadenza dell'organizzazione va fatta risalire alla sua natura chiusa e refrattaria agli estranei e alla perdita del monopolio sulle tecnologie, a causa dell'apparizione dell'Enclave e degli Shi di San Francisco.
- Shi: sono i discendenti dell'equipaggio di un sottomarino cinese incagliatosi nel porto di San Francisco durante la grande guerra. Benché siano riusciti a mantenere la loro cultura, gli Shi hanno posto al vertice della loro società "l'Imperatore", un supercomputer, che pur non possedendo un'intelligenza propria è in grado di fare previsioni molto precise sulla base di tutte le variabili fornite dagli operatori. Il capo de facto degli Shi nel 2241 è Ken Lee, il portavoce dell'Imperatore. Gli Shi hanno un dipartimento di ricerca e sviluppo secondo solo all'Enclave. I numerosi esperimenti condotti dai loro scienziati sono indirizzati a fornire al popolo un supporto tecnologico sufficiente per una futura espansione nelle zone circostanti.
- Enclave: è una delle poche organizzazioni del vecchio mondo a essere sopravvissuta alla grande guerra del 2077. Sostiene di essere la diretta continuazione del governo degli Stati Uniti e in effetti è composto in gran parte dai discendenti dei funzionari governativi, militari e manager delle più potenti corporazioni, che pochi giorni prima dell'olocausto si ritirarono in una stazione petrolifera della Poseidon Corporation. Essi si considerano geneticamente puri e disprezzano la maggior parte delle persone nate sul continente, vedendole solo come orribili mutanti degni solo di morire. I soldati dell'Enclave si sono stanziati in molte zone della West Coast; armati di fucili al plasma e Power Armor ver. II sterminano la maggior parte dei viandanti. Il presidente in carica è Dick Richardson.
- Repubblica della Nuova California: è una potente federazione di città californiane, la cui popolazione sfiora le 700.000 persone e la cui capitale è Shady Sands. La Repubblica della Nuova California è probabilmente la più grande potenza nota nel mondo di Fallout e mantiene in piedi anche il più grande esercito, costituito da numerosi divisioni anche meccanizzate che hanno il compito di difendere la gente dai pericoli della Zona Contaminata. La Repubblica della Nuova California nasce ufficialmente ottant'anni prima dell'inizio di Fallout 2 a opera della presidente Tandi, la più grande leader nata dalle ceneri della grande guerra, (la figlia di Aradesh, salvata nel primo Fallout) che decise di usare la principale risorsa del villaggio per unificare i popoli della California: i grandi allevamenti di brahmin, che forniscono cibo e abiti a molti insediamenti. I Baroni dei brahmin (i più potenti mandriani della nazione) hanno una grande influenza sul governo e sulle sue scelte.

## Accoglienza
Il gioco ottenne un grande successo tra il pubblico ed ebbe recensioni molto positive dalla stampa e dai siti web specializzati come GamePro, GameSpot e IGN.